# Okrúhle pleso
Okrúhle pleso je ledovcové jezero, které patří mezi menší plesa v Mlynické dolině. Má rozlohu 0,718 ha. Je dlouhé 110 m a široké 85 m. Dosahuje maximální hloubky 8,5 m. Jeho objem činí 39 627 m³. Leží v nadmořské výšce 2 105 m.

## Okolí
Pleso se nachází v nejhornější části doliny v kotlině jihozápadně od Štrbského sedla. Na západě se tyčí Štrbský štít a na východě Veža nad Okrúhlym plesom, Hrubý vrch (Vysoké Tatry) a Furkotský štít, z nichž poslední dva jsou oddělené Furkotskou priehybou. Je viditelné z Bystrého sedla, přes které do roku 1993 vedla žlutá turistická značka i s Bystré lávky, přes kterou tato značka vede pod roku 1993.

## Vodní režim
Do plesa nepřitéká ani z něj nevytéká žádný potok. Bývá zamrzlé i v letních měsících.
| Rok     | Měření prováděl   | Rozloha ha | Délka m | Šířka m | Hloubka max.m | Objem m³ |
| ------- | ----------------- | ---------- | ------- | ------- | ------------- | -------- |
| 1935    | Józef Szaflarski  | 0,746      | 108     | 88      | 10,2          | [ 3 ]    |
| 1961–67 | pracovníci TANAPu | 0,718      | 110     | 85      | 8,5           | [ 3 ]    |
| 2005    | Gregor, Pacl      | 0,7165     | [ 3 ]   | [ 3 ]   | 10,2          | 39 627   |

## Přístup
Pleso je přístupné pěšky v období od 16. června do 31. října.
- Výstup po  žluté turistické značce je možný od Štrbského plesa přes Mlynickou dolinu. Značka pod Bystrou lávkou prochází ve vzdálenosti 200 m západně od plesa. Vrátit se je možné stejnou cestou nebo pokračovat do Furkotské doliny.